# Ходосы (Могилёвская область)
Хо́досы (бел. Ходасы) — агрогородок в Мстиславском районе Могилёвской области Республики Беларусь. Административный центр Ходосовского сельсовета. Расположена железнодорожная станция Ходосы.

## География
Агрогородок находится в северо-восточной части Могилёвской области, в пределах Оршанско-Могилёвской равнины, на расстоянии примерно 15 километров (по прямой) к юго-западу от Мстиславля, административного центра района. Абсолютная высота — 202 метра над уровнем моря. Через населённый пункт проходят республиканская автодорога Р73 и железнодорожная линия Орша — Унеча Белорусской железной дороги.

## История
В конце XVIII века село Ходосы входило в состав Мстиславского воеводства Великого княжества Литовского.
Согласно «Списку населенных мест Могилёвской губернии» 1910 года издания населённый пункт входил в состав Ходосовского 1-го сельского общества Долговичской волости Чериковского уезда Могилёвской губернии. Имелось 48 дворов и проживало 234 человека (112 мужчин и 122 женщины).
В 1916 году вблизи села была проложена железная дорога. Пассажирский движение было открыто в 1922 году. 24 сентября 1926 года был создан Ходосовское сельсовет Мстиславского района Могилёвской области с центром в Ходосах.
В годы Второй мировой войны, с 14 июля 1941 года до 28 сентября 1943 года, деревня была оккупирована немецко-фашистскими захватчиками, которые в 1943 году сожгли её. Восстановление деревни относится к послевоенному времени.

## Население
По данным переписи 2009 года, в агрогородке проживало 1854 человека.

## Инфраструктура
Средняя и музыкальная школы, Дом культуры, библиотека, амбулатория, спортивный городок, физкультурно-оздоровительный комплекс "Олипм", комбинат бытового обслуживания, отделение связи, ясли-сад, лесничество и др.

## Культура
- Дом культуры
- Музей ГУО "Ходосовская средняя школа"

## Достопримечательность
- Городище железного века и эпохи феодализма
- Братская могила советских воинов
- Могила лётчика
- Криница в Сичовцы
- 150-летний дуб

### Памятник, скульптура
- Памятник В. И. Ленину
- Памятный знак участнику Великой Отечественной войны, заслуженному педагогу, первому директору Ходосовской средней школы Сергею Ивановичу Ксензову (2022). Установлен в парке Дружбы.

## Галерея
- Дом культуры
- Дуб около вокзала
- Железнодорожная станция Ходосы
- ФОК "Олимп"